# バロンセスト・フエンラブラダ
バロンセスト・フエンラブラダSAD（Baloncesto Fuenlabrada, S.A.D.）は、スペイン・フエンラブラダを本拠地とするプロバスケットボールチームである。2023-2024シーズンはLEBオロに所属している。2022年から2024年までのスポンサーネームはカープラス・フエンラブラダ（Carplus Fuenlabrada）。

## 歴史
1981年創設。1993年にリーガACB初昇格。1997年LEB降格。2005-06シーズンにリーガACB復帰。

## 過去の成績
| シーズン  | リーグ                    | 順位      |
| --------- | ------------------------- | --------- |
| 1991-92   | セグンダ・ディビシオン    | 11位      |
| 1992-93   | プリメーラ・ディビシオンB | 21位      |
| 1993-94   | プリメーラ・ディビシオンB | 12位      |
| 1994-95   | リーガEBA                 | 中地区2位 |
| 1995-96   | リーガEBA                 | 中地区3位 |
| 1996-97   | リーガACB                 | 18位      |
| 1997-98   | LEB                       | 2位       |
| 1998-99   | リーガACB                 | 7位       |
| 1999-2000 | リーガACB                 | 15位      |
| 2000-01   | リーガACB                 | 7位       |
| 2001-02   | リーガACB                 | 7位       |
| 2002-03   | リーガACB                 | 14位      |
| 2003-04   | リーガACB                 | 17位      |
| 2004-05   | LEB                       | 1位       |
| 2005-06   | リーガACB                 | 10位      |
| 2006-07   | リーガACB                 | 12位      |
| 2007-08   | リーガACB                 | 13位      |
| 2008-09   | リーガACB                 | 9位       |
| 2009-10   | リーガACB                 | 16位      |
| 2010-11   | リーガACB                 | 7位       |
| 2011-12   | リーガACB                 | 16位      |
| 2012-13   | リーガACB                 | 14位      |
| 2013-14   | リーガACB                 | 15位      |
| 2014-15   | リーガACB                 | 18位      |
| 2015-16   | リーガACB                 | 8位       |
| 2016-17   | リーガACB                 | 12位      |

## 歴代所属選手
- パブロ・プリジオーニ
- ウォルテル・エルマン
- レオナルド・メインデル (2020-2022)
- シェヴォン・トンプソン (2020-2021)
- トラヴィス・マニングス (2024-2025)
- グスタボ・アヨン
- デアンドレ・リギンズ (2019)
- アンソニー・ブラウン (2019-2020)
- メロ・トリンブル (2020-2021)
- ジョシュ・シャーマ (2021)
- クワン・チータム・ジュニア (2021-2022)
- カイル・アレクサンダー (2020-2022)
- オビ・エメガノ (2020-2022)
- ロターナ・ウォーボ (2024-2025)
- チェイク・ディアロ (2021)
- クリスチャン・アイエンガ (2017-2023)
- ヤニック・ゾーサ (2024-)
- ホセ・カルデロン
- トマス・ベジャス (2018-2020)
- マルク・ガルシア (2018-2021,2022-2023)
- シーム・サンデル・ヴェネ (2020-2021)
- ヴャチェスラフ・ボブロフ (2019-2020)
- EJ・ロウランド (2019-2020)
- ジガ・サマール (2019-2022)
- ヨヴァン・ノバク (2021,2021-2023)
- シャーロン・クルーフ (2020)
- ピエール・アントワーヌ・ジレ (2019-2020)

## 歴代ヘッドコーチ
- ウーゴ・ロペス (2015)
- ザン・タバック (2015)